# Cimarron (série télévisée)
Pour les articles homonymes, voir Cimarron.
Cimarron (Cimarron Strip) est une série télévisée américaine en 23 épisodes de 72 minutes, créée par Christopher Knopf et diffusée entre le 7 septembre 1967 et le 28 février 1968 sur le réseau CBS.
En France, la série a été diffusée à partir du 23 août 1974 sur la première chaîne de l'ORTF.

## Synopsis
À la fin du XIXe siècle, le marshal Jim Crown fait régner l'ordre à Cimarron Strip, une région désertique située à la frontière du Kansas et de l'Oklahoma, occupée par les éleveurs de bétail et des fermiers, et voisine de territoires indiens. Il est assisté de Mac Gregor, son adjoint écossais, et d'un jeune photographe, Francis Wilde.

## Distribution
- Stuart Whitman (VF : Jean-Claude Michel) : Marshal Jim Crown
- Jill Townsend : Dulcey Coopersmith
- Percy Herbert (VF : Marc de Georgi) : Mac Gregor
- Randy Boone (VF : Bernard Murat) : Francis Wilde

## Épisodes
- Seuls 13 épisodes ont été doublés en français.

1. (Journey to a Hanging)
2. La Légende de Jud Starr (The Legend of Jud Starr)
3. Soir de fête (Broken Wing) (*)
4. (The Battleground)
5. Chasse à l'homme (The Hunted)
6. Les Vieux de la vieille (The Battle of Bloody Stones)
7. Whitey (Whitey)
8. Le Râleur (The Roarer)
9. Poursuite (The Search)
10. (Till the End of Night)
11. Le Monstre de la vallée (The Beast That Walks Like a Man)
12. (Nobody)
13. (The Last Wolf)
14. Huit ans après (The Deputy)
15. (The Judgement)
16. La Folie de l'or (Fool's Gold)
17. Reste dans ta réserve (Heller)
18. (Knife in the Darkness)
19. (Sound of a Drum)
20. (Big Jessie)
21. (The Blue Moon Train)
22. Sans honneur (Without Honor)
23. Faux Témoignage (The Greeners)

(*) Version française perdue

## Commentaires
- Chaque épisode durait 72 minutes, mais était entrecoupé de publicités ; il occupait un créneau de 90 minutes.

- Le thème musical de la série a été composé par Maurice Jarre (qui créa notamment le thème du film Lawrence d'Arabie).

- La série était filmée en couleur dans les paysages les plus pittoresques et les plus spectaculaires des États-Unis : en Utah, Arizona, Nouveau-Mexique et Californie.

- Lors de son lancement aux États-Unis, la série avait pour ambition de devenir Le Virginien de CBS. La série de NBC caracolait alors au sommet des audiences sur sa case du mercredi soir. En réponse, la chaîne américaine a donc programmé un autre western composé d’épisodes de 90 minutes, cette fois-ci le jeudi soir, sur la même case (19h30-21 heures). Cimarron strip (titre en VO) était ainsi confrontée à Batman, La Sœur volante et Ma sorcière bien-aimée (ABC), ainsi qu’à Daniel Boone et L’Homme de fer (NBC), une concurrence trop rude. L’année suivante, elle a été remplacée par Hawaï, police d’État[1] (Hawaï 5-0).

## DVD
Sur les 13 épisodes doublés, la synchronisation a été perdue, aussi l'éditeur français Rimini Éditions a-t-il décidé de n'en sortir que 12 à la vente - en version française uniquement - sur les 23 produits.
- France :
  - Cimarron, la série western Vol. 1 (Coffret 3 DVD-9) est paru le 10 septembre 2018 chez Rimini Editions. Le ratio écran est en 1.33:1 plein écran en version française uniquement. 6 épisodes seront présents dans ce volume : La Légende de Jud Starr, Les vieux de la vieille, Whitey, Le râleur, Poursuite et Le monstre de la vallée. Il s'agit d'une édition Zone 2 Pal.

- Cimarron, la série western Vol. 2 (Coffret 3 DVD-9) paraîtra le 26 novembre 2018 chez Rimini Editions. Le ratio écran sera en 1.33:1 plein écran en version française uniquement. 6 épisodes seront présents dans ce volume : Chasse à l'homme, Huit ans après, La folie de l'or, Sans honneur, Reste dans ta réserve et Faux témoignage. Il s'agir d'une édition Zone 2 Pal.